# Heleodromia banatica
Heleodromia banatica är en tvåvingeart som beskrevs av Wagner 1985. Heleodromia banatica ingår i släktet Heleodromia och familjen Brachystomatidae.
Artens utbredningsområde är Rumänien. Inga underarter finns listade i Catalogue of Life.